# Mögsjön (Färnebo socken, Värmland)
Mögsjön är en sjö i Filipstads kommun i Värmland och ingår i Göta älvs huvudavrinningsområde. Sjön är 15 meter djup, har en yta på 0,914 kvadratkilometer och befinner sig 193,4 meter över havet. Sjön avvattnas av vattendraget Svarttjärnsälven (Stöpsjöälven).

## Delavrinningsområde
Mögsjön ingår i det delavrinningsområde (662611-140081) som SMHI kallar för Inloppet i Joelstjärnen. Medelhöjden är 235 meter över havet och ytan är 24,32 kvadratkilometer. Det finns inga avrinningsområden uppströms utan avrinningsområdet är högsta punkten. Svarttjärnsälven (Stöpsjöälven) som avvattnar avrinningsområdet har biflödesordning 4, vilket innebär att vattnet flödar genom totalt 4 vattendrag innan det når havet efter 370 kilometer. Avrinningsområdet består mestadels av skog (89 procent). Avrinningsområdet har 1,14 kvadratkilometer vattenytor vilket ger det en sjöprocent på 4,7 procent.